# Ořechov (okres Uherské Hradiště)
Ořechov je obec v okrese Uherské Hradiště ve Zlínském kraji. Leží osmnáct kilometrů jihozápadně od Uherského Hradiště. Žije zde 797 obyvatel.

## Historie
První písemná zmínka o obci pochází z roku 1141.
Nachází se zde zámek a kavárna, hospoda.
Zámek pochází z dob vlády Přemysla Otakara II., jenž založil i blízké Uherské Hradiště. Obec byla v 11. století malou osadou a hradištěm u řeky Moravy.

## Přírodní poměry
Obec Ořechov se nachází na jihovýchodní Moravě v Kyjovské pahorkatině, jižně od nedalekého pohoří Chřiby. Ořechov je součástí historické národopisné oblasti Slovácko.

## Obyvatelstvo
| Rok            | 1869 | 1880 | 1890 | 1900 | 1910 | 1921 | 1930 | 1950 | 1961 | 1970 | 1980 | 1991 | 2001 | 2011 | 2021 |
| -------------- | ---- | ---- | ---- | ---- | ---- | ---- | ---- | ---- | ---- | ---- | ---- | ---- | ---- | ---- | ---- |
| Počet obyvatel | 767  | 873  | 875  | 838  | 932  | 972  | 847  | 845  | 971  | 906  | 798  | 651  | 650  | 697  | 729  |
| Počet domů     | 166  | 171  | 173  | 170  | 184  | 187  | 199  | 220  | 224  | 227  | 214  | 235  | 244  | 255  | 280  |

## Obecní symboly
Znak a vlajka byly obci uděleny rozhodnutím předsedkyně Poslanecké sněmovny Parlamentu České republiky dne 5. prosince 2012.

## Pamětihodnosti
- Zámek Ořechov
- Socha svatého Jana Nepomuckého
- Křížová cesta z roku 2008

## Galerie

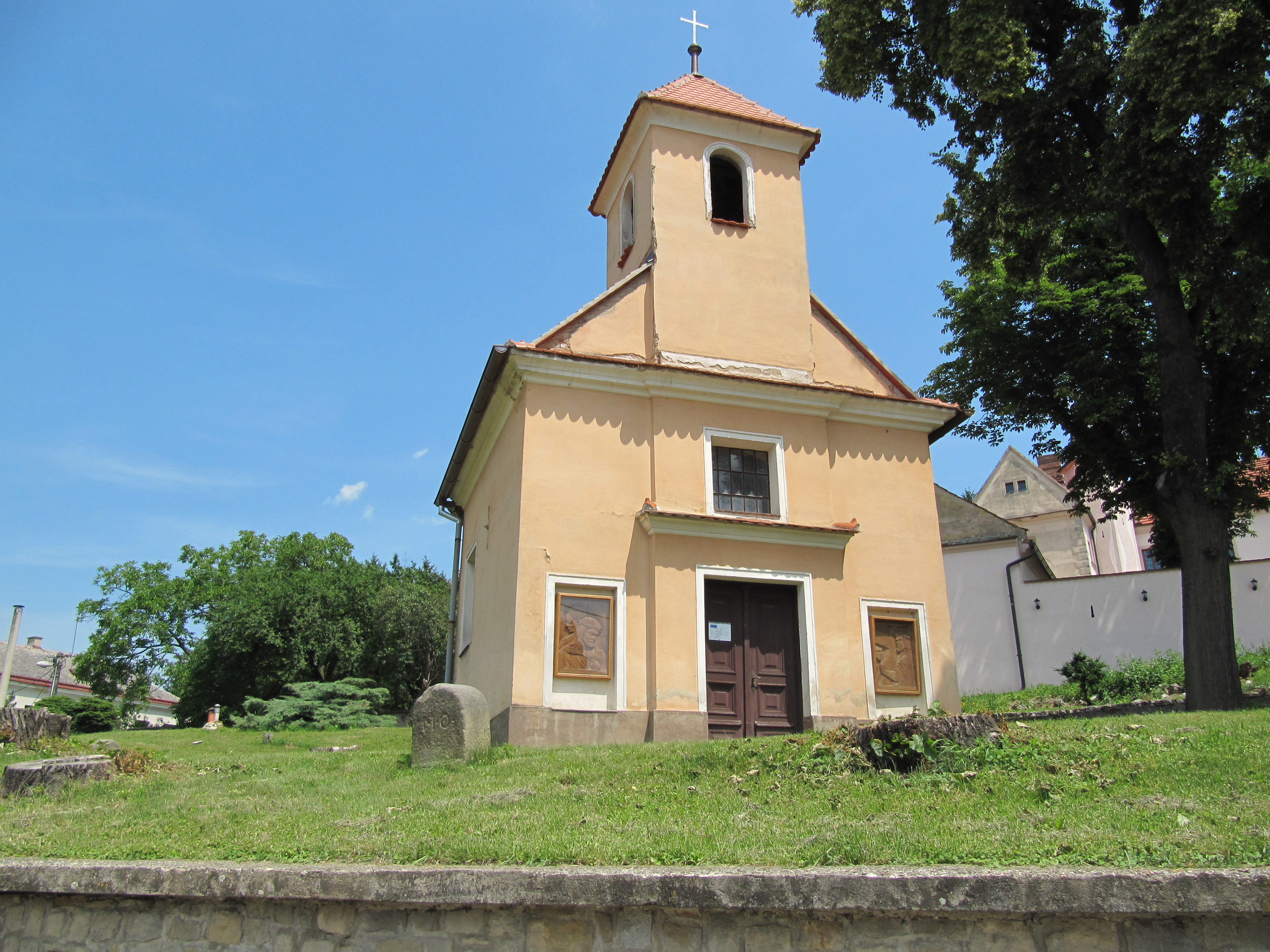
Kaple svatého Václava
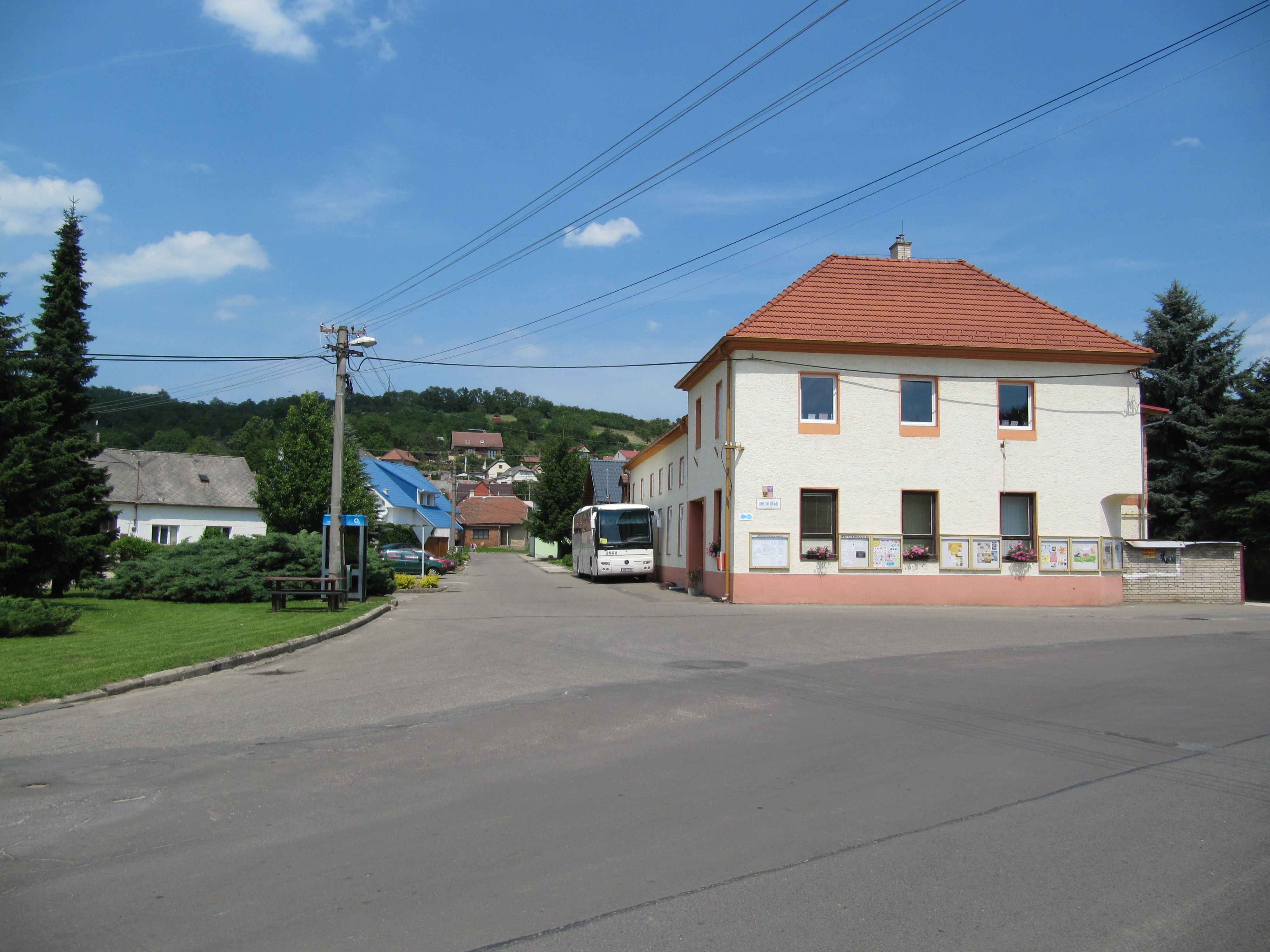
Náves s obecním úřadem
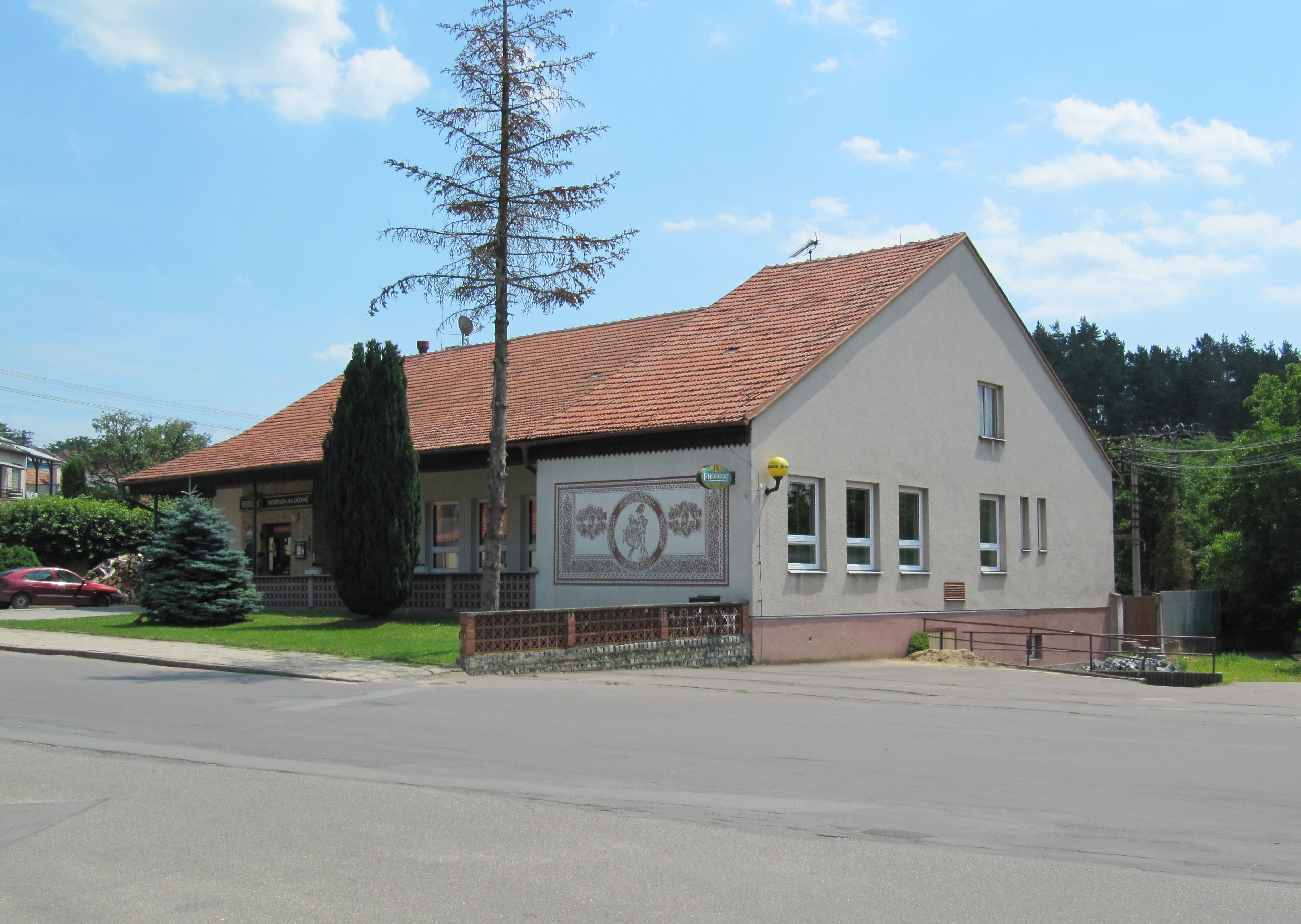
Hospoda
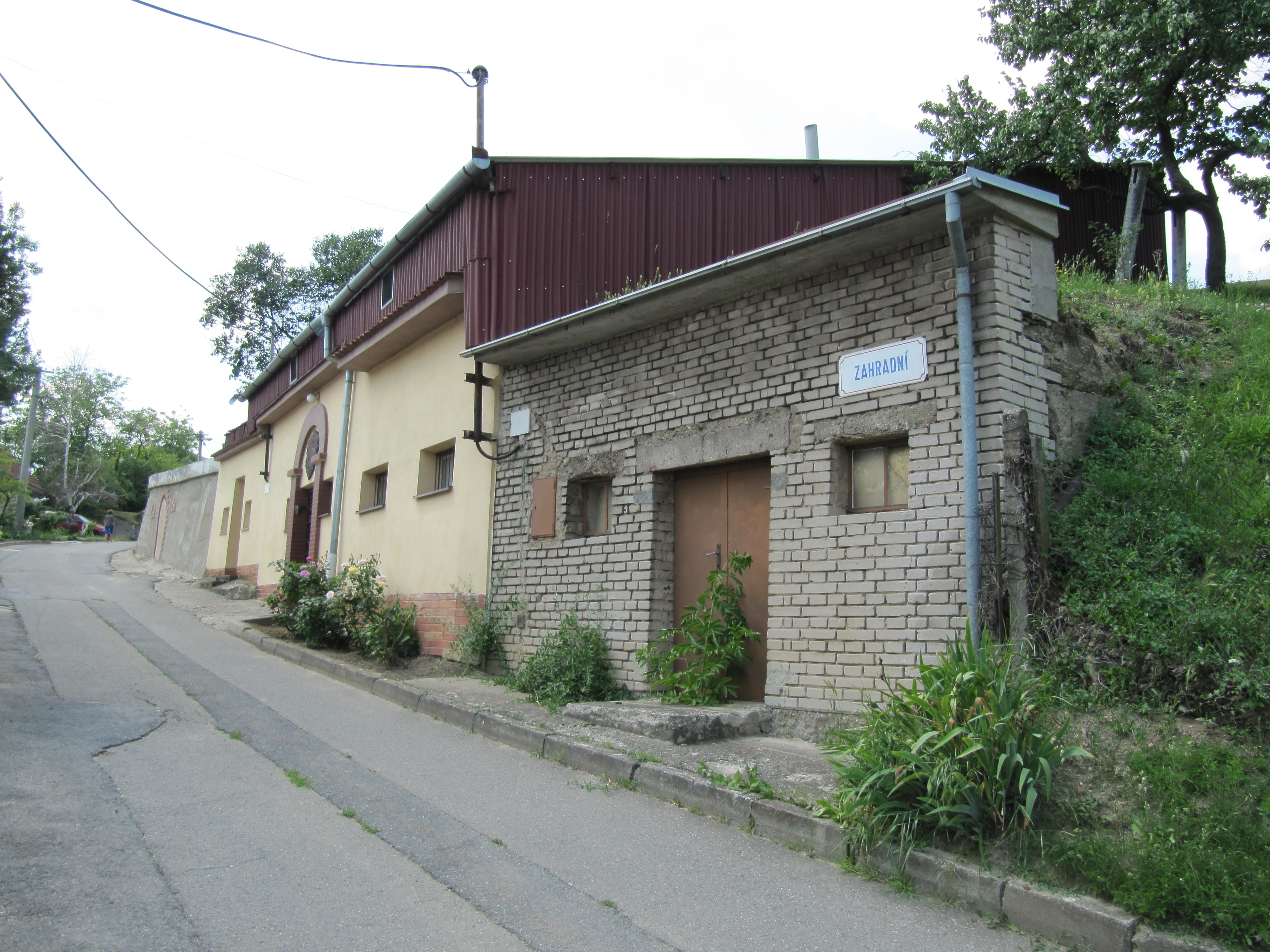
Vinné sklepy
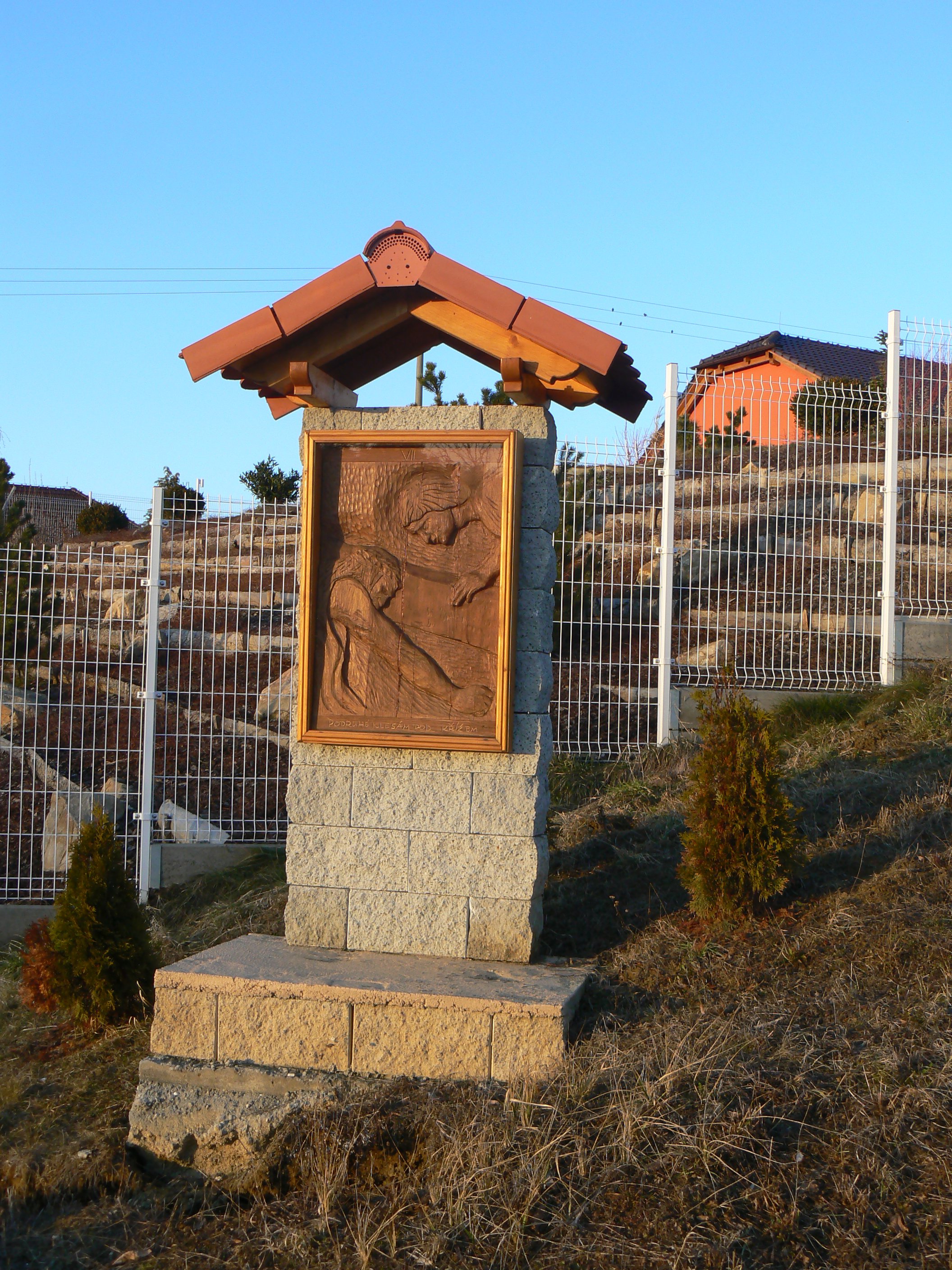
Křížová cesta